# تامی کرایج
تامی کرایج (انگلیسی: Tommy Craig؛ زادهٔ ۲۱ نوامبر ۱۹۵۰) بازیکن فوتبال اهل بریتانیا است.
از باشگاه‌هایی که در آن بازی کرده‌است می‌توان به باشگاه فوتبال نیوکاسل یونایتد، باشگاه فوتبال استون ویلا، باشگاه فوتبال آبردین، باشگاه فوتبال شفیلد ونزدی، باشگاه فوتبال هیبرنین، باشگاه فوتبال کارلایل یونایتد، و باشگاه فوتبال سوانزی سیتی اشاره کرد.
وی همچنین در تیم ملی فوتبال اسکاتلند بازی کرده‌است.